# وانگ کی-چون
وانگ کی-چون (انگلیسی: Wang Ki-chun؛ زادهٔ ۱۳ سپتامبر ۱۹۸۸) جودوکار اهل کره جنوبی است.